# 阿爾法 (密歇根州)
阿爾法（英語：Alpha）是位於美國密歇根州艾昂縣馬斯托登鎮區的一個村。

## 人口
根據2020年美國人口普查的數據，阿爾法的面積為2.58平方千米，當中陸地面積為2.44平方千米，而水域面積為0.14平方千米。當地共有人口126人，而人口密度為每平方千米48人。